# Guixeres de Tortellà
Les guixeres de Tortellà són una petita zona humida producte d'una antiga extracció de guix que fou activa fins a l'any 1992, a cavall dels municipis de Tortellà i Sales de Llierca. El règim d'inundació és natural, per entrades d'aigua de pluja i per tall del nivell freàtic. En el clot format per l'extracció de guix s'observen dues cubetes diferenciades. La primera, més gran i fonda, és d'inundació permanent. La segona, s'inunda únicament amb caràcter temporal.
Des del punt de vista ecològic, les millors mostres de vegetació de zones humides es localitzen en la zona d'inundació temporal. Hi creix un bogar molt ben desenvolupat, amb taques de canyís (Phragmites australis) i joncs (Scirpus holoschoenus). Igualment hi ha alguns arbres de ribera aïllats com el salze (Salix alba), la sarga (S. elaeagnos) i el gatell (S. atrocinerea). En canvi, els talussos verticals dificulten l'establiment de vegetació a la zona de la cubeta d'inundació permanent.
L'espai rep l'acció de diversos factors negatius poden disminuir l'interès i el potencial ecològic d'aquest espai com abocaments de runes, colmatació natural, activitats cinegètiques, etc. Tanmateix, la seva conservació sembla garantida degut a l'interès de l'Ajuntament de Tortellà per a restaurar la guixera, condicionant-la i potenciant-la com a zona humida.